# John Kemp Starley

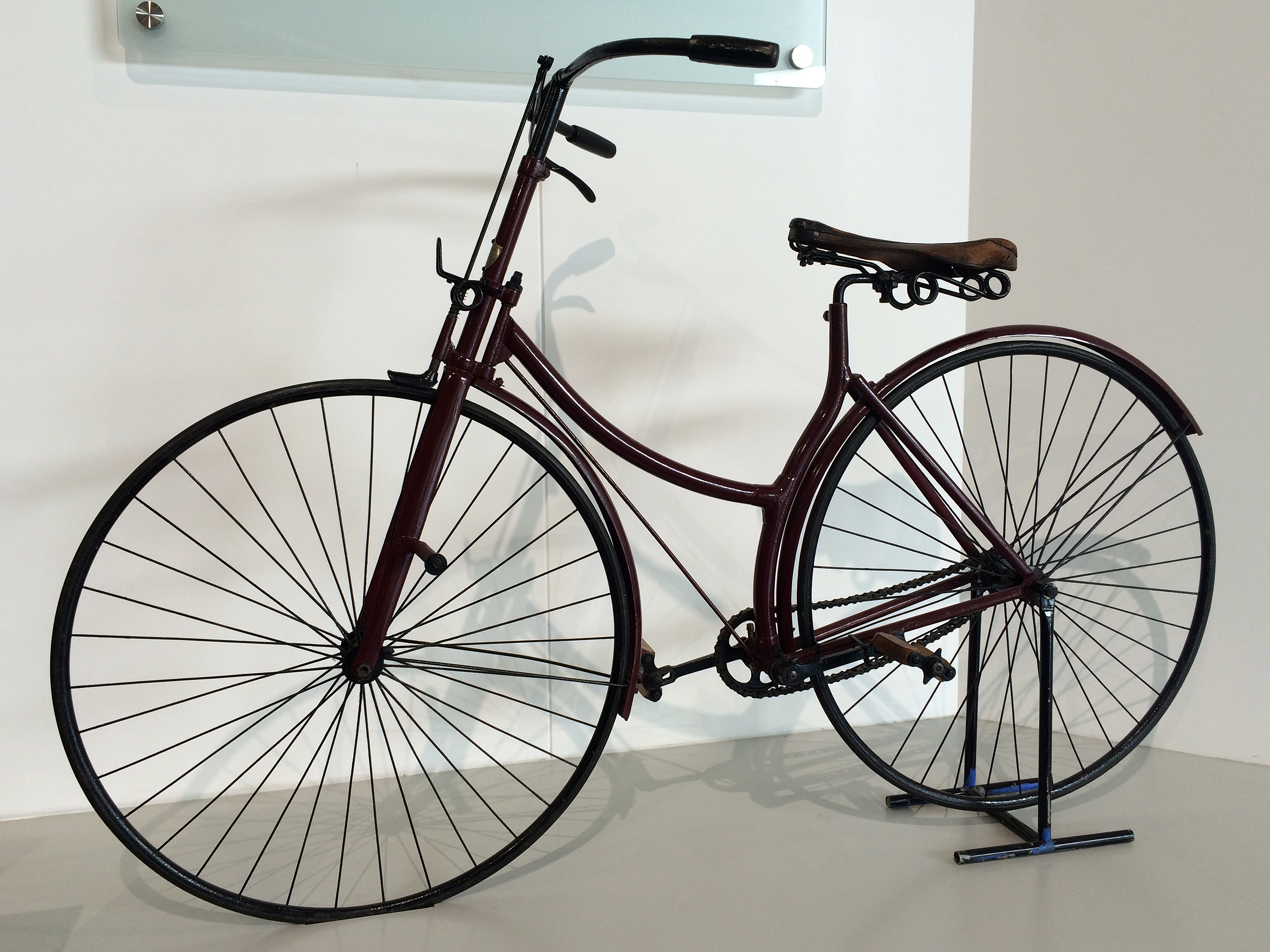
Bicicleta segura Rover 1886 no British Motor Museum

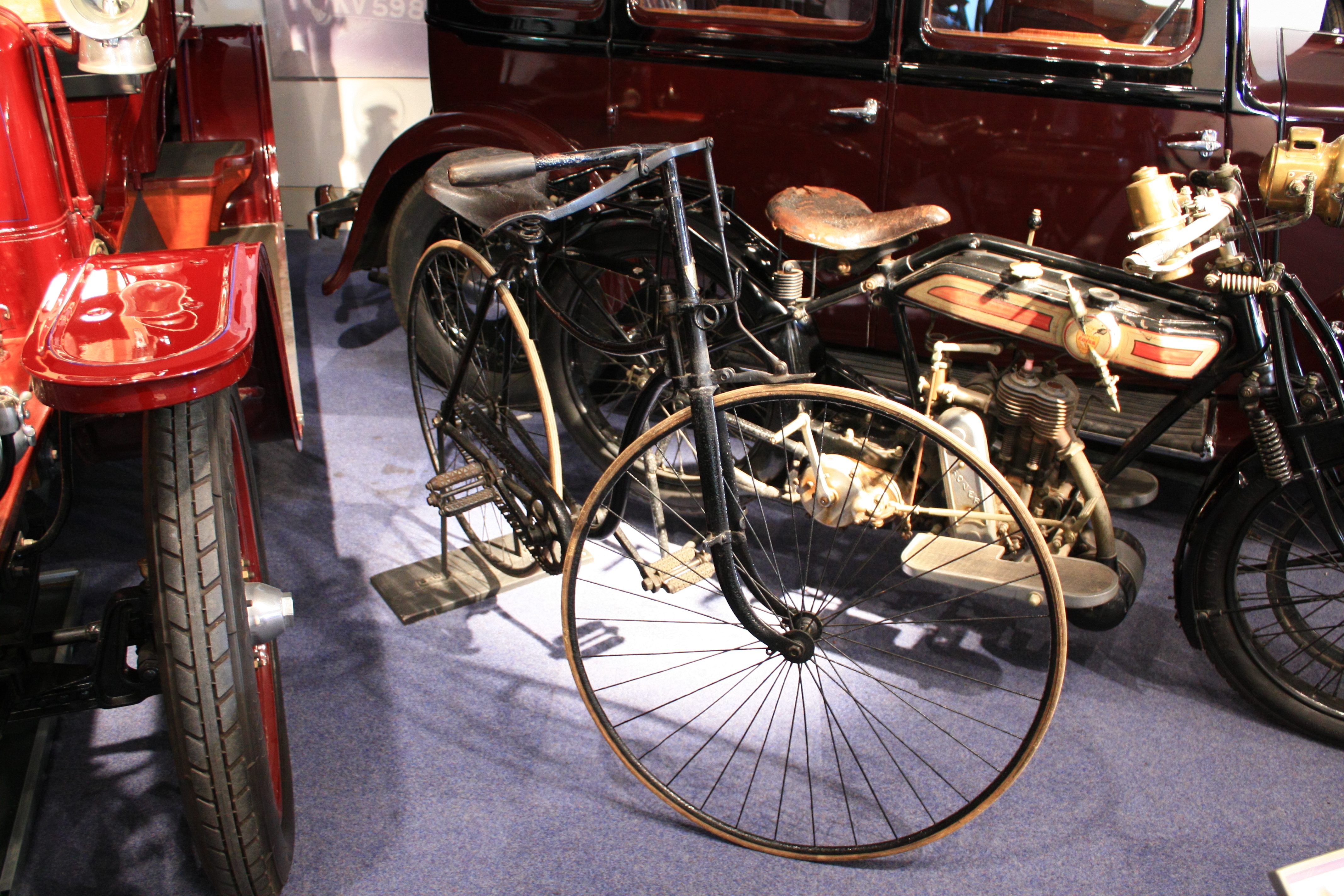
Bicicleta segura Rover 1888 no Coventry Transport Museum

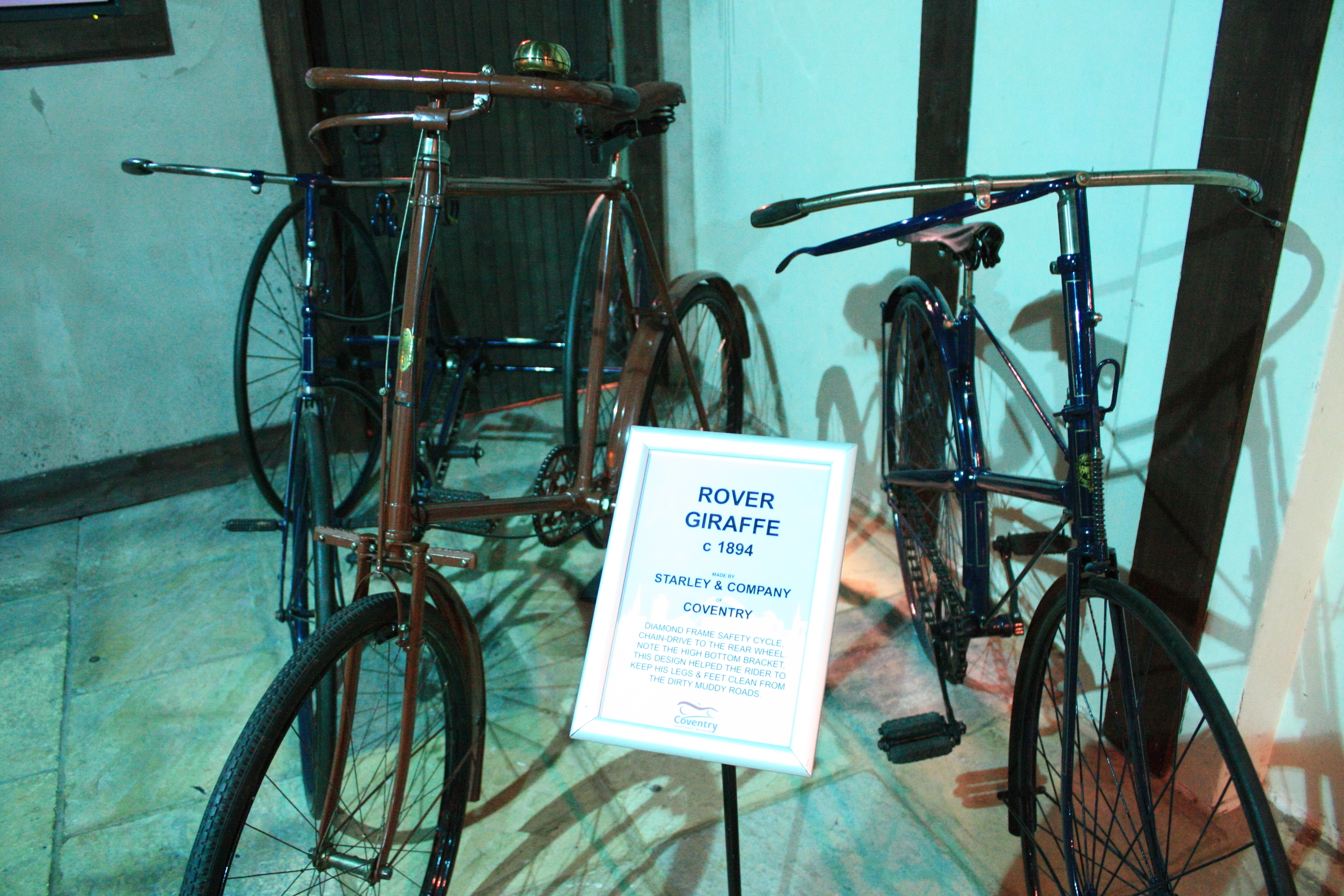
Bicicleta segura Rover 1894 Giraffe no Coventry Transport Museum

John Kemp Starley (14 de dezembro de 1854 – 29 de outubro de 1901) foi um inventor e empresário inglês, considerado inventor da bicicleta moderna, e também originador do nome Rover.
Starley nasceu em 14 de dezembro de 1854 e morou em Church Hill, Walthamstow, Londres, Inglaterra. Filho de um jardineiro, John Starley, e Mary Ann (née Cippen). Em 1872 mudou-se para Coventry para trabalhar com seu tio James Starley, um inventor. Trabalhou com seu tio e William Hillman por diversos anos construindo bicicletas Ariel.
Em 1877 fundou a empresa Starley & Sutton Co com William Sutton. Desenvoveram bicicletas que eram mais seguras e fáceis de usar que a então predominante Penny-farthing ou bicicleta "ordinária". Começaram a fabricar triciclos, e em 1883 seus produtos foram então rotulados como "Rover".
Em 1885 Starley fez história quando produziu a bicicleta segura Rover. O Rover era de tração traseira com transmissão por corrente e duas rodas de tamanho semelhante, tornando-o mais estável do que os projetos anteriores de rodas altas. A revista Cycling Weekly disse que o Rover "definiu o padrão para o mundo" e esta frase foi usada em seus anúncios por muitos anos.

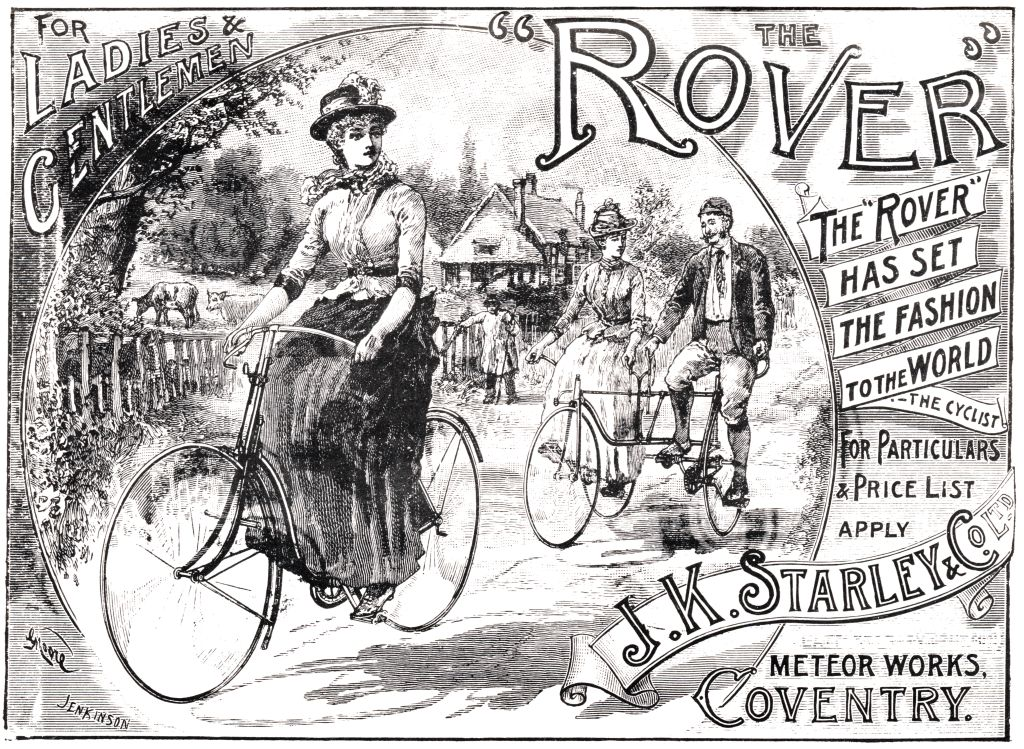
Propaganda da J. K. Starley & Co. Ltd

Em 1889 a companhia foi renomeada como J. K. Starley & Co. Ltd e no final da década de 1890 tornou-se a Rover Cycle Company Ltd.
Starley morreu repentinamente em 29 de outubro de 1901, e foi sucedido como diretor-gerente da firma por Harry Smyth. Logo após a morte de Starley a Rover Company começou a construir motocicletas e depois automóveis.